# René Alié
René Pierre Alié est un chanteur et acteur français, né à Toulouse en Haute-Garonne, le 3 septembre 1902, et mort à Neuilly-sur-Seine (Hauts-de-Seine), le 26 février 1992.

## Filmographie

### Cinéma
- 1936 : Une poule sur un mur de Maurice Gleize
- 1937 : Les Gangsters de l'expo, de Émile-Georges De Meyst
- 1937 : Orage de Marc Allégret
- 1937 : Les Rois du sport de Pierre Colombier : un journaliste
- 1938 : Hôtel du Nord de Marcel Carné : Marcel, un truand
- 1938 : Le Monsieur de cinq heures de Pierre Caron
- 1938 : Prisons de femmes de Roger Richebé : Poloche
- 1938 : La Vénus de l'or de Charles Méré et Jean Delannoy
- 1938 : Ultimatum de Robert Wiene
- 1939 : Berlingot et Compagnie de Fernand Rivers : Dédé
- 1939 : Menaces de Edmond T. Gréville
- 1939 : Notre Dame de la Mouise de Robert Péguy
- 1940 : Moulin rouge d'André Hugon : Un voyou
- 1941 : Le soleil a toujours raison de Pierre Billon
- 1943 : Après l'orage de Pierre-Jean Ducis : Olivier
- 1943 : Adrien de Fernandel : un des trois gangsters
- 1943 : Arlette et l'Amour de Robert Vernay : L'imposteur
- 1943 : L'aventure est au coin de la rue de Jacques Daniel-Norman : Raymond
- 1943 : L'Escalier sans fin de Georges Lacombe : Marco
- 1944 : Mademoiselle X de Pierre Billon
- 1945 : Le Bataillon du ciel d'Alexander Esway : l'aubergiste
- 1945 : Le Capitan de Robert Vernay - film tourné en deux époques - Un sbire
- 1945 : 120, rue de la Gare de Jacques Daniel-Norman
- 1945 : L'Insaisissable Frédéric de Richard Pottier
- 1947 : Route sans issue de Jean Stelli : Gaétano
- 1947 : Si jeunesse savait de André Cerf
- 1948 : Jo la Romance de Gilles Grangier : l'aviateur
- 1948 : Scandale aux Champs-Elysées de Roger Blanc : le Sud-Américain
- 1949 : L'Atomique monsieur Placido de Robert Hennion : un gangster
- 1949 : Plus de vacances pour le bon dieu de Robert Vernay : le chauffeur
- 1950 : Mon phoque et elles de Pierre Billon : Un policier -il tient ce même rôle dans la version étrangère Min vän Oscar de Pierre Billon et Ake Ohberg
- 1951 : Les amants maudits de Willy Rozier
- 1951 : Le chéri de sa concierge de René Jayet : Boisgirard
- 1952 : Les Deux Monsieur de Madame de Robert Bibal : Le président
- 1955 : Razzia sur la chnouf de Henri Decoin : Un transporteur
- 1956 : Je reviendrai à Kandara de Victor Vicas
- 1957 : Charmants Garçons de Henri Decoin : Le policier au théâtre
- 1958 : Archimède le clochard de Gilles Grangier : Un invité chez Madame Marjorie
- 1958 : La Tête contre les murs de Georges Franju
- 1959 : Sergent X de Bernard Borderie
- 1960 : Le Caïd de Bernard Borderie : Julien
- 1960 : Il suffit d'aimer de Robert Darène
- 1960 : Revivre de Serge d'Artec - court métrage -
- 1962 : À cause, à cause d'une femme de Michel Deville
- 1965 : Le Caïd de Champignol de Jean Bastia
- 1969 : Qu’est-ce qui fait courir les crocodiles ? de Jacques Poitrenaud
- 1972 : L'Héritier de Philippe Labro : un PDG
- 1979 : L'Associé de René Gainville

### Télévision
- 1959 : En votre âme et conscience, épisode : Le Secret de Charles Rousseau de Jean Prat
- 1966 : En votre âme et conscience, épisode : La Mort de Sidonie Mertens de  Marcel Cravenne
- 1967 : Les Habits noirs, feuilleton télévisé de René Lucot
- 1969 : Les Enquêtes du commissaire Maigret de René Lucot, épisode : L'Ombre chinoise : Monsieur de Saint Marc
- 1972 : Talleyrand ou Le Sphinx incompris de Jean-Paul Roux
- 1974 : Président Faust de Jean Kerchbron

## Théâtre
- 1971 : Dumas le magnifique d'Alain Decaux, mise en scène Julien Bertheau,  Théâtre du Palais Royal